# 阿夫达拉·布卡拉姆
阿夫達拉·海梅·布卡拉姆·奧爾蒂斯（Abdalá Jaime Bucaram Ortiz，1952年2月20日—）是厄瓜多尔總統，他是黎巴嫩人後裔。
布卡拉姆瓜亞基爾國立大學法律系畢業，曾任瓜亞斯省警察總監、瓜亞基爾市市長，1996年以羅爾多斯黨領導人第三次参加總統競選，当选为厄瓜多尔总统。1998年2月6日国民议会罢免了布卡拉姆總統职务，副总统阿特亚加自任临时总统。布卡拉姆流亡巴拿马。2005年4月卢西奥·古铁雷斯總統撤消對布卡拉姆的腐敗指控，布卡拉姆回國。
| 前任： 西斯托·杜兰-巴连·科多韦斯 | 厄瓜多尔总统 1996年-1997年 | 繼任： 罗莎莉亚·阿特亚加 |